# Vitus Husek
Vitus Husek (Augsburgo, 2 de febrero de 1973) es un deportista alemán que compitió en piragüismo en la modalidad de eslalon. Ganó una medalla de oro en el Campeonato Mundial de Piragüismo en Eslalon de 1995 y una medalla de oro en el Campeonato Europeo de Piragüismo en Eslalon de 1996, ambas en la prueba de C1 por equipos.

## Palmarés internacional
| Campeonato Mundial | Campeonato Mundial       | Campeonato Mundial | Campeonato Mundial |
| Año                | Lugar                    | Medalla            | Competición        |
| ------------------ | ------------------------ | ------------------ | ------------------ |
| 1995               | Nottingham (Reino Unido) | Medalla de oro     | C1 por equipos     |
| Campeonato Europeo |                          |                    |                    |
| Año                | Lugar                    | Medalla            | Competición        |
| 1996               | Augsburgo (Alemania)     | Medalla de oro     | C1 por equipos     |